# Championnats d'Europe de gymnastique artistique masculine 2000
Navigation
Édition précédente Édition suivante
Le 24e championnat d'Europe de gymnastique artistique masculine s'est déroulé à Brême en Allemagne en 2000.

## Résultats

### Concours général par équipe
| Rang               | Pays | Gymnastes | Total   |
| ------------------ | ---- | --------- | ------- |
| Médaille d'or      | RUS  |           | 171.071 |
| Médaille d'argent  | ROM  |           | 170.844 |
| Médaille de bronze | UKR  |           | 170.608 |

### Concours général individuel
| Rang               | Gymnaste                | Sol | Cheval d'arçon | Anneaux | Saut | Barres parallèles | Barre fixe | Total  |
| ------------------ | ----------------------- | --- | -------------- | ------- | ---- | ----------------- | ---------- | ------ |
| Médaille d'or      | Oleksandr Beresh (UKR)  |     |                |         |      |                   |            | 57.787 |
| Médaille d'argent  | Ivan Ivankov (BLR)      |     |                |         |      |                   |            | 57.598 |
| Médaille de bronze | Marian Dragulescu (ROU) |     |                |         |      |                   |            | 57.448 |

### Finales par engins

#### Sol
| Rang               | Gymnaste                | Total |
| ------------------ | ----------------------- | ----- |
| Médaille d'or      | Marian Dragulescu (ROU) | 9.687 |
| Médaille d'argent  | Gervasio Deferr (ESP)   | 9.675 |
| Médaille de bronze | Alexei Bondarenko (RUS) | 9.587 |
| Médaille de bronze | Igors Vihrovs (LAT)     | 9.587 |

#### Cheval d'arçon
| Rang               | Gymnaste               | Total |
| ------------------ | ---------------------- | ----- |
| Médaille d'or      | Marius Urzica (ROU)    | 9.762 |
| Médaille d'argent  | Eric Poujade (FRA)     | 9.750 |
| Médaille de bronze | Olexandr Beresch (UKR) | 9.662 |

#### Anneaux
| Rang               | Gymnaste                   | Total |
| ------------------ | -------------------------- | ----- |
| Médaille d'or      | Dimosthenis Tampakos (GRE) | 9.737 |
| Médaille d'argent  | Szilvester Csollany (HUN)  | 9.675 |
| Médaille de bronze | Ivan Ivankov (BLR)         | 9.650 |

#### Saut
| Rang               | Gymnaste                    | Total |
| ------------------ | --------------------------- | ----- |
| Médaille d'or      | Ioan Silviu Suciu (ROU)     | 9.631 |
| Médaille d'argent  | Dimitri Karbanenko (FRA)    | 9.625 |
| Médaille de bronze | Oleksandr Svitlychnyy (UKR) | 9.606 |

#### Barres parallèles
| Rang               | Gymnaste                | Total |
| ------------------ | ----------------------- | ----- |
| Médaille d'or      | Mitja Petkovsek (SVN)   | 9.800 |
| Médaille d'argent  | Ivan Ivankov (BLR)      | 9.775 |
| Médaille de bronze | Alexei Bondarenko (RUS) | 9.725 |

#### Barre fixe
| Rang               | Gymnaste               | Total |
| ------------------ | ---------------------- | ----- |
| Médaille d'or      | Olexandr Beresch (UKR) | 9.737 |
| Médaille d'argent  | Ivan Ivankov (BLR)     | 9.725 |
| Médaille de bronze | Aljaz Pegan (SVN)      | 9.687 |

## Tableau des médailles
| 1 | {{country data {{{1}}} | Pays/callback | name = | variant= | size= }} | ? | ? | ? | ? |
| 2 | {{country data {{{1}}} | Pays/callback | name = | variant= | size= }} | ? | ? | ? | ? |
| 3 | {{country data {{{1}}} | Pays/callback | name = | variant= | size= }} | ? | ? | ? | ? |
| 4 | {{country data {{{1}}} | Pays/callback | name = | variant= | size= }} | ? | ? | ? | ? |
| 5 | {{country data {{{1}}} | Pays/callback | name = | variant= | size= }} | ? | ? | ? | ? |
| 6 | {{country data {{{1}}} | Pays/callback | name = | variant= | size= }} | ? | ? | ? | ? |
| 7 | {{country data {{{1}}} | Pays/callback | name = | variant= | size= }} | ? | ? | ? | ? |
| 8 | {{country data {{{1}}} | Pays/callback | name = | variant= | size= }} | ? | ? | ? | ? |